# She (film fra 1917)
She er en amerikansk stumfilm fra 1917 af Kenean Buel.

## Medvirkende
- Valeska Suratt som Ayesha
- Ben Taggart som Leo Vincey
- Miriam Fouche som Ustane
- Thomas Wigney Persyval som Billali
- Tom Burrough som Horace Holly